# ارتناوکرایس
ارتناوکرایس (به آلمانی: Ortenaukreis) یک منطقهٔ روستایی در آلمان است که در فرایبورگ واقع شده‌است.

## خصوصیات
ارتناوکرایس ۴۱۷٬۶۱۳ نفر جمعیت دارد.